# Curahuara
Curahuara, también llamado San Pedro de Curahuara, es una localidad y municipio de Bolivia, capital de la provincia de Gualberto Villarroel en el departamento de La Paz. Cuenta con una población de 8.858 habitantes (según el Censo INE 2012).
Se encuentra ubicado a 156 km de la ciudad de La Paz, capital del departamento, y se halla a 3.895 metros sobre el nivel del mar. 
El municipio ocupa el centro de la provincia, al sur del departamento de La Paz. Limita al norte con la provincia de Aroma, al oeste con el municipio de Chacarilla, al sur con el departamento de Oruro, y al este con el municipio de Papel Pampa.

## Demografía
De acuerdo con el censo boliviano de 2024, la población del municipio de Curahuara es de 9 044 habitantes.
La población del municipio se ha duplicado aproximadamente entre 1992 y 2024:
| Año  | Habitantes (municipio) | Fuente |
| ---- | ---------------------- | ------ |
| 1992 | 5447                   | Censo  |
| 2001 | 8103                   | Censo  |
| 2012 | 8776                   | Censo  |
| 2024 | 9044                   | Censo  |